# Reyes Etla
Reyes Etla es una localidad del estado mexicano de Oaxaca. Es cabecera del municipio de Reyes Etla.

## Demografía
| Censo | Población |
| ----- | --------- |
| 1900  | 798       |
| 1910  | 799       |
| 1921  | 788       |
| 1930  | 775       |
| 1940  | 861       |
| 1950  | 1074      |
| 1960  | 1152      |
| 1970  | 1278      |
| 1980  | 1352      |
| 1990  | 1538      |
| 1995  | 1722      |
| 2000  | 1554      |
| 2005  | 1813      |
| 2010  | 1954      |
| 2020  | 2367      |